# Peucedanum pyrenaicum
Peucedanum pyrenaicum är en flockblommig växtart som beskrevs av Costa och Ernst Gottlieb von Steudel. Peucedanum pyrenaicum ingår i släktet siljor, och familjen flockblommiga växter. Inga underarter finns listade i Catalogue of Life.